# Eulophia amblyosepala
Eulophia amblyosepala är en orkidéart som först beskrevs av Rudolf Schlechter, och fick sitt nu gällande namn av Friedhelm Reinhold Butzin. Eulophia amblyosepala ingår i släktet Eulophia och familjen orkidéer.
Artens utbredningsområde är Uganda. Inga underarter finns listade i Catalogue of Life.